# Melchior von Meckau
Melchior von Meckau, le cardinal de Bressanone (né en 1440 Meissen en Allemagne et mort à Rome le 3 mai 1509) est un cardinal allemand du début du XVIe siècle. Son père est conseiller de l'empereur Maximilien Ier du Saint-Empire.

## Biographie
Melchior von Meckau étudie à Leipzig et à l'université de Bologne. Il est prévôt à Magdebourg, doyen du chapitre de Meissen et chanoine à Bressanone. En 1482 il est nommé coadjuteur de Bressanone avec droit de succession, où il succède en 1489. Vers 1490 il est nommé chanoine au  Saint-Lambert de Liège. Les arts, l'architecture et la littérature florissent à Bressanone pendant son pontificat et on l'appelle le premier évêque humaniste.
Le pape Alexandre VI le crée cardinal lors du consistoire du 31 mai 1503. Le cardinal Meckau ne participe pas au premier conclave de 1503, lors duquel Pie III est élu, mais il participe au deuxième conclave de 1503, avec l'élection de Jules II. L'empereur le nomme ambassadeur auprès du pape Jules II et il exerce plusieurs missions pour l'empereur.